# Findlay, Ohio
Findlay är en stad i den amerikanska delstaten Ohio med en yta av 44,8 km² och en folkmängd, som uppgår till 38 987 invånare (2000). Findlay, som kallas "Flag City, USA", är huvudorten i Hancock County, Ohio.

## Kända personer från Findlay
- Michael Oxley, politiker